# Bolesław Mościcki (pułkownik)

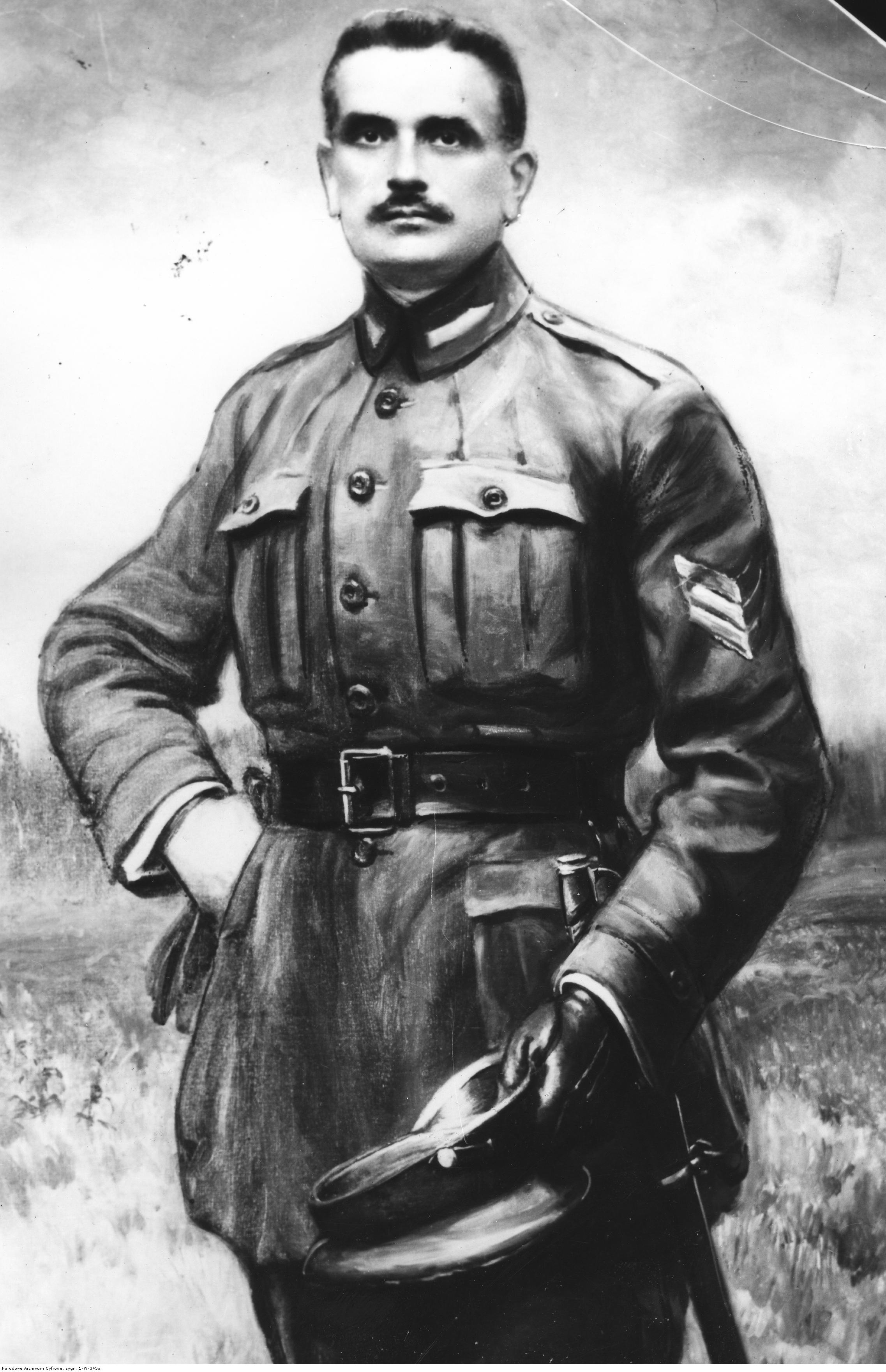
Bolesław Mościcki

Bolesław Euzebiusz Mościcki (ur. 14 grudnia 1877 w Wysokiem Mazowieckiem, zm. 19 lutego 1918 w okolicach Łunińca) – pułkownik kawalerii Wojska Polskiego, kawaler Orderu Virtuti Militari.

## Życiorys
Bolesław Mościcki urodził się 14 grudnia 1877 w Wysokiem Mazowieckim w domu drobnej szlachty. Był synem powstańca styczniowego Ludwika Mościckiego oraz prawdopodobnie Józefy z d. Minczewska (niektóre źródła jako matkę Bolesława podają Paulinę z d. Zaręba). Bolesław uczęszczał do gimnazjum w Łomży, którego jednak nigdy nie ukończył. Następnie trafił do Zagłębia Dąbrowskiego, gdzie uczył się pracy górnika, po czym zdał egzamin dający prawo do ochotniczej służby wojskowej, a następnie wstąpił do szkoły piechoty w Czugujewie. Po ukończeniu w 1902 szkoły oficerskiej został przydzielony na własną prośbę do oddziałów jazdy zaamurskiej w Mandżurii. W szeregach tej formacji przebył wojnę rosyjsko-japońską a później w latach 1915–1917 część I wojny światowej. Po zakończeniu wojny rosyjsko-japońskiej dowodził szwadronem kawalerii, wydzielonym do walki z tunguską partyzantką. W latach 1911–1913 uczęszczał do oficerskiej szkoły kawalerii w Petersburgu. Ukończył ją jako rotmistrz. Od kwietnia 1915 brał udział w I wojnie światowej. Był dowódcą szwadronu 2 Zaamurskiego Pułku Kawalerii. Odznaczył się w boju pod Horodenką i został nagrodzony oficerskim Krzyżem Św. Jerzego. W czerwcu 1916 otrzymał złotą szablę za szarżę konną pod Neterpincami. Awansowany do stopnia podpułkownika, objął zastępczo dowództwo pułku. Wiosną 1917 został mianowany został pułkownikiem i dowódcą 1 Zaamurskiego Pułku Kawalerii.
19 lipca 1917 w Porohach koło Nadwórnej objął dowództwo polskiego 1 Pułku Ułanów, na wniosek jego oficerów. Trzy dni później oddział przybył do Stanisławowa, gdzie walczył z Kozakami i maruderami rabującymi miasto. 24 lipca pod Krechowcami stoczył zwycięską bitwę z oddziałami bawarskimi, uzyskując następnie miano 1 pułku Ułanów Krechowieckich.
Z listu płk Mościckiego do Rady Stanu w Warszawie, przekazanego jej za pośrednictwem władz Stanisławowa a napisanego w chwili wyjścia z miasta, którego bronili ułani 1 pułku przed maruderami armii rosyjskiej (pisownia oryginalna):
"Dowódca pułku przesyła te kilka słów, które chciał wypowiedzieć przy pożegnaniu: polscy ułani spełnili jedynie swój obowiązek żołnierski i stanęli w obronie honoru armji rosyjskiej, w szeregach której, związani przysięgą i poczuciem obowiązku żołnierskiego walczą. Korzystając ze szczególnej okoliczności, prosimy Radę sławetnego miasta Stanisławowa o przesłanie wyrazów Czci, Miłości, Wierności i synowskiego przywiązania do Ukochanej, Zbolałej i Zniszczonej Ziemi Ojczystej Naszej. Jedynym promieniem jasnym, który nam żyć każe, jest głębokie przekonanie, że ta ukochana Polska Nasza zmartwychwstaje teraz z gruzów i podnosi się do nowego życia, wspaniała, niepodległa i silna. …Przodownikowi i budzicielowi militarnego a rycerskiego ducha Polaków, generałowi Piłsudskiemu, wiernemu synowi Ojczyzny – czołem! …Niech żyje przyszła potężna polska armja, ostoja Wolności, Niepodległości Ojczyzny naszej! A gdy ta Święta, nareszcie zjednoczona, świtać światu będzie, to wszyscy Jej synowie, po świecie rozsiani, w Niej swe miejsce odnajdą i Jej tylko służyć będą. …Niech zagrzmi nad wszystkimi nasze hasło najświętsze: niech żyje Wolna, Niepodległa, Zjednoczona Polska"
Wraz z pułkiem wszedł we wrześniu w skład I Korpusu Polskiego w Rosji, organizującego się wokół Bobrujsk i toczącego tam następnie od początku 1918 walki z bolszewikami. Został wysłany 11 lutego 1918 jako przewodniczący delegacji, która miała przedostać się przez front bolszewicko-niemiecki na ziemie polskie i nawiązać kontakt z Radą Regencyjną w celu omówienia możliwości ewakuacji korpusu. Delegacja, eskortowana przez ułanów, musiała staczać potyczki z bolszewikami. 18 lutego Mościcki zdecydował, że delegacja będzie przekradać się dalej bez eskorty, a sam przebrał się w strój szlachcica. Następnego dnia 19 lutego 1918, w lesie w okolicy wsi Dub (okolice Łunińca), grupa została wykryta i chorąży Maruszewski został schwytany, a Mościcki poległ z rąk bolszewików i uzbrojonych chłopów. Został uroczyście pochowany 27 lutego 1918 roku w katedrze w Mińsku Litewskim. Zgodnie z ułańskimi zwyczajami, podczas uroczystości pogrzebowych za trumną płk. Mościckiego szedł jego koń Krechowiak okryty kirem.
24 sierpnia 1921 zwłoki pułkownika przewieziono do kościoła św. Krzyża w Warszawie i tu odbył się powtórny uroczysty pogrzeb. Trumna spoczęła w podziemiach kościoła.
Bolesław Mościcki był wujem Zdzisława Wilhelmiego.

## Upamiętnienie
Imieniem Bolesława Mościckiego nazwano macierzysty 1 Pułk Ułanów Krechowieckich im. Pułkownika Bolesława Mościckiego. 
Jego życiorys opisał Karol Koźmiński w książce pt. Kamienie na szaniec, wydanej w 1937.

## Ordery i odznaczenia
- Krzyż Srebrny Orderu Wojskowego Virtuti Militari nr 4448 – pośmiertnie (10 maja 1922)[11][9]
- Krzyż Niepodległości – pośmiertnie (19 grudnia 1930, za pracę w dziele odzyskania niepodległości)[12]
- Krzyż Walecznych – pośmiertnie
- Order Gwiazdy Rumunii[9]
- Krzyż Wojenny Francja[9]
- Order Świętego Jerzego IV klasy – Imperium Rosyjskie[9]
- Broń Złota – Imperium Rosyjskie
- ordery bojowe Imperium Rosyjskiego[9]

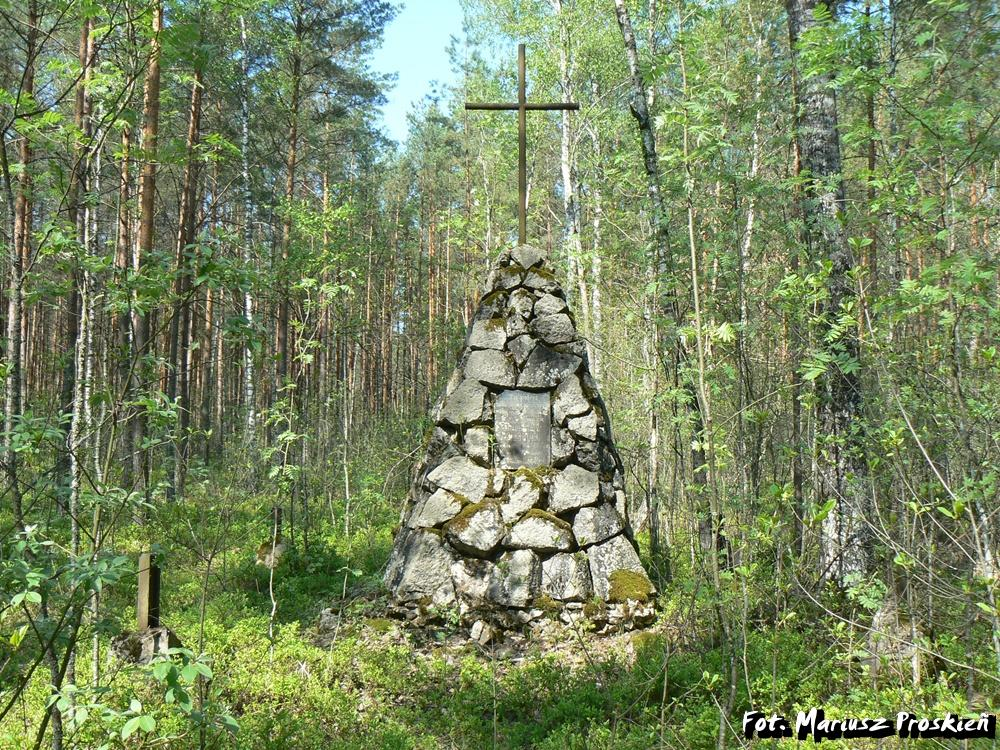
Pomnik w miejscu śmierci Bolesława Mościckiego w okolicach wsi Deniskowicze
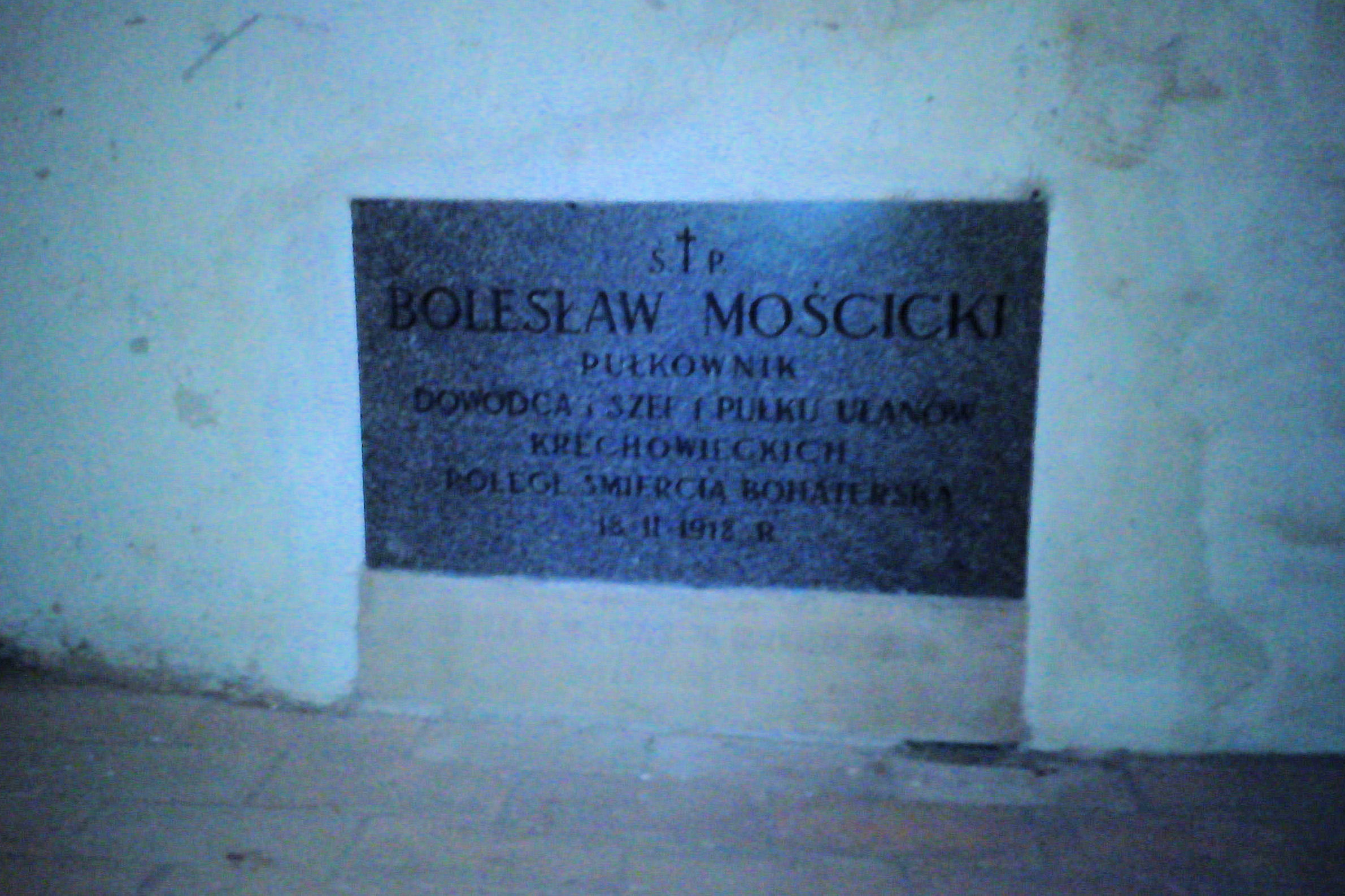
Grób płk. Mościckiego w nieudostępnionej publicznie krypcie w podziemiach bazyliki św. Krzyża w Warszawie
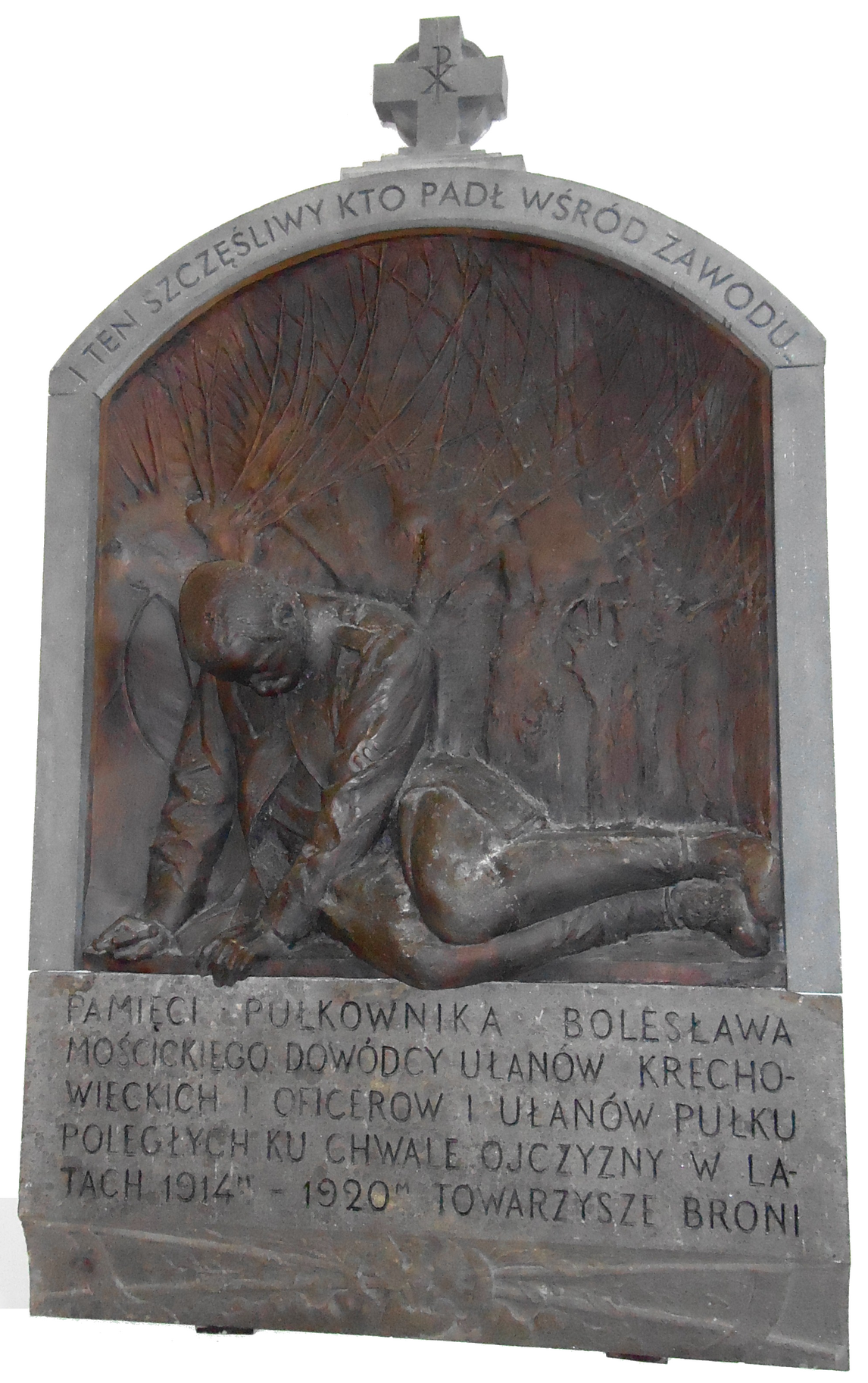
Tablica w bazylice św. Krzyża w Warszawie, w której spoczywają zwłoki pułkownika